# 2010 EC46
2010 EC46  — невеликий навколоземний астероїд із групи аполлонів із надзвичайно витягнутою орбітою.

## Орбіта
Орбіта об'єкта проходить на відстані приблизно апоцентр (англ. aphelion) 2,168026267 а. о. Перицентр (англ. perephelion) 0,9211465409 а. о., має ексцентриситет ~0,403628998 і майже перетинає орбіту Марса, i — 49°. Тіссеранів параметр щодо Юпітера — 4,019

## Фізичні характеристики
Абсолютна зоряна величина 2010 EC46 — 18,3.